# Tazón Azteca
El Tazón Azteca (en idioma inglés Aztec Bowl) es un Bowl de postemporada del fútbol americano en México que se disputa entre una selección de jugadores de México pertenecientes a equipos de la ONEFA y otro equipo extranjero, normalmente una selección de jugadores de Estados Unidos pertenecientes a equipos universitarios de la NCAA considerados de divisiones menores (antes de 1973) o de la División III (desde 1973), aunque también lo han disputado diversos equipos estadounidenses de diferentes ligas y un equipo italiano (en 1996). Se ha jugado de manera intermitente por lo menos desde 1950.
Casi todos estos partidos han sido celebrados en varias localidades de México; la única excepción fue la edición de 1957 que fue realizada en San Antonio, Texas. Desde 1997, bajo el patrocinio de la American Football Coaches Association, en este partido se han presentado un equipo All-Stars de la División III de la NCAA en contra de una selección mexicana. 
Los partidos celebrados en 1970 y 1980 son considerados como bowls juveniles universitarios, y los partidos de 1952 y 1996 son considerados bowls militares. No se celebraron en 1954, 1956, 1958-1963, 1967-1969, 1972-1978, 1981-1983, 1985 y 1995. Usualmente son jugados a mediados del mes de diciembre.
En 2008 no se celebró por la falta de patrocinadores. 
Para la edición de 2009, se llevó a cabo (después de una ausencia de 13 años) en el estadio de CU. Fue jugado el 5 de diciembre de 2009 con una victoria de la Selección Nacional. 
En 2010, no se llevó a cabo, retomándose en 2011 y 2012.

## Resultados
Los tres primeros tazones se denominaron Tazón Plata (1947-1949); a partir de la cuarta edición tomó el nombre de Tazón Azteca (Desde 1950).
| Edición | Fecha                   | Equipo Invitado                                 | Marcador | Selección           | Head Coach (Mex)          | Ciudad Sede                          | Estadio                                       |
| ------- | ----------------------- | ----------------------------------------------- | -------- | ------------------- | ------------------------- | ------------------------------------ | --------------------------------------------- |
| I       | 19 de diciembre de 1947 | Randolph Field Air Base                         | 19-24    | México              | Roberto "Tapatío" Méndez  | Ciudad de México                     | Estadio Ciudad de los Deportes                |
| II      | 11 de diciembre de 1948 | San Diego Marines                               | 33-26    | México              | Salvador “Sapo” Mendiola  | Ciudad de México                     | Estadio de la Ciudad de los Deportes          |
| III     | 17 de diciembre de 1949 | Trinity University                              | 52-6     | México              | Roberto "Tapatío" Méndez  | Ciudad de México                     | Estadio de Insurgentes                        |
| IV      | 23 de diciembre de 1950 | Whittier College Poets                          | 27-14    | México City College | Lambert J. Dehner         | Ciudad de México                     | Estadio de la Ciudad de los Deportes          |
| V       | 22 de diciembre de 1951 | Sul Ross State University Lobos                 | 41-40    | México              | Anastasio “Látigo” Gerner | Ciudad de México                     | Estadio de la Ciudad de los Deportes          |
| VI      | 20 de diciembre de 1952 | Hamilton Air Force Base                         | 55-33    | México              | Anastasio “Látigo” Gerner | Ciudad de México                     | Estadio de la Ciudad de los Deportes          |
| VII     | 19 de diciembre de 1953 | Eastern New Mexico University Greyhounds        | 26-45    | México              | Uriel González            | Ciudad de México                     | Estadio de la Ciudad de los Deportes          |
| VIII    | 16 de diciembre de 1957 | Wiley College Wildcats                          | 78-20    | México              | Anastasio “Látigo” Gerner | San Antonio, Texas                   | Wiley College                                 |
| IX      | 28 de noviembre de 1964 | UC Santa Barbara Gauchos                        | 7-20     | México              | Jacinto Licea Mendoza     | Ciudad de México                     | Estadio de la Ciudad de los Deportes          |
| X       | 14 de diciembre de 1965 | San Diego Sabres                                | 6-28     | México              | Jacinto Licea Mendoza     | Ciudad de México                     | Estadio de la Ciudad de los Deportes          |
| XI      | 13 de diciembre de 1966 | Tarleton State University Texans                | 42-8     | México              | Manuel Neri Fernández     | Ciudad de México                     | Estadio de la Ciudad de los Deportes          |
| XII     | 10 de diciembre de 1970 | Mesabi State Junior College                     | 6-7      | México              | Miguel Cervantes Steel    | Ciudad de México                     | Estadio Azteca                                |
| XIII    | 20 de diciembre de 1971 | Navy Freshmen                                   | 47-9     | México              | Gustavo Zavaleta          | Ciudad de México                     | Estadio de la Ciudad de los Deportes          |
| XIV     | 9 de diciembre de 1979  | Trinity University Tigers                       | 0-8      | México              | Vic Cuccia                | Ciudad de México                     | Estadio de la Ciudad de los Deportes          |
| XV      | 13 de diciembre de 1980 | La Mesa Junior College                          | 17-28    | México              | Vic Cuccia                | Ciudad de México                     | Estadio de la Ciudad de los Deportes          |
| XVI     | 15 de diciembre de 1984 | Tarleton State University Texans                | 15-22    | México              | Diego García Miravete     | Ciudad de México                     | Estadio de la Ciudad de los Deportes          |
| XVII    | 20 de diciembre de 1986 | Washburn University Ichabods                    | 27-8     | México              | Diego García Miravete     | Ciudad de México                     | Estadio Olímpico Universitario                |
| XVIII   | 14 de diciembre de 1987 | Adams State College Grizzlies                   | 35-17    | México              | Arturo Alonso Escobar     | Ciudad de México                     | Estadio Olímpico Universitario                |
| XIX     | 10 de diciembre de 1988 | Western New Mexico University Mustangs          | 21-49    | México              | Jacinto Licea Mendoza     | Toluca, Estado de México             | Estadio Universitario Alberto "Chivo" Córdoba |
| XX      | 9 de diciembre de 1989  | Southeastern Oklahoma State University Savages  | 22-10    | México              | Manuel Rodero Garduño     | Ciudad de México                     | Estadio Wilfrido Massieu                      |
| XXI     | 12 de diciembre de 1990 | Southern Arkansas University Muleriders         | 41-29    | México              | Diego García Miravete     | Ciudad de México                     | Estadio Olímpico Universitario                |
| XXII    | 15 de diciembre de 1991 | Southwestern Oklahoma State University Bulldogs | 28-35    | México              | Diego García Miravete     | Ciudad de México                     | Estadio Olímpico Universitario                |
| XXIII   | 14 de diciembre de 1992 | University of Arkansas at Monticello Weevils    | 21-14    | México              | Jacinto Licea Mendoza     | Ciudad de México                     | Estadio Olímpico Universitario                |
| XXIV    | 18 de diciembre de 1993 | McMurry University Indians                      | 20-34    | México              | Frank González            | Ciudad de México                     | Estadio Olímpico Universitario                |
| XXV     | 17 de diciembre de 1994 | Southeastern Oklahoma State University Savages  | 24-24    | México              | Frank González            | Ciudad de México                     | Estadio Olímpico Universitario                |
| XXVI    | 19 de diciembre de 1996 | Palermo Cardinals (Italia)                      | 8-63     | México              | Leonardo Luján            | Ciudad de México                     | Estadio Olímpico Universitario                |
| XXVII   | 20 de diciembre de 1997 | Division III All-Stars                          | 42-41    | México              | Leonardo Luján            | Toluca, Estado de México             | Estadio Universitario Alberto "Chivo" Córdoba |
| XXVIII  | 12 de diciembre de 1998 | Division III All-Stars                          | 40-13    | México              | Frank González            | Monterrey, Nuevo León                | Estadio Universitario (UANL)                  |
| XXIX    | 18 de diciembre de 1999 | Division III All-Stars                          | 44-13    | México              | Frank González            | Ciudad de México                     | Estadio Wilfrido Massieu                      |
| XXX     | 16 de diciembre de 2000 | Division III All-Stars                          | 27-26    | México              | Rafael Duk Delgado        | Mérida, Yucatán                      | Estadio Salvador Alvarado                     |
| XXXI    | 15 de diciembre de 2001 | Division III All-Stars                          | 37-5     | México              | Frank González            | Saltillo, Coahuila                   | Estadio Olímpico de Saltillo                  |
| XXXII   | 14 de diciembre de 2002 | Division III All-Stars                          | 15-9     | México              | Frank González            | Torreón, Coahuila                    | Estadio Infierno Azul                         |
| XXXIII  | 13 de diciembre de 2003 | Division III All-Stars                          | 31-34    | México              | Enrique Borda Tovar       | Cancún, Quintana Roo                 | Estadio Cancún 86                             |
| XXXIV   | 11 de diciembre de 2004 | Division III All Stars                          | 23-13    | México              | Jacinto Licea Mendoza     | Cancún, Quintana Roo                 | Estadio Cancún 86                             |
| XXXV    | 17 de diciembre de 2005 | Division III All Stars                          | 53-15    | México              | Edmundo Reyes Gutiérrez   | Toluca, Estado de México             | Estadio Universitario Alberto "Chivo" Córdoba |
| XXXVI   | 17 de diciembre de 2006 | Division III All Stars                          | 28-7     | México              | Frank González            | Aguascalientes, Aguascalientes       | Estadio Victoria                              |
| XXXVII  | 8 de diciembre de 2007  | Division III All Stars                          | 37-19    | México              | Enrique Borda Tovar       | Chihuahua, Chihuahua                 | Estadio Olímpico (UACH)                       |
| XXXVIII | 5 de diciembre de 2009  | CMU Saint Louis                                 | 17-42    | ONEFA               | Raúl Rivera               | Ciudad de México                     | Estadio Olímpico Universitario                |
| XXXIX   | 3 de diciembre de 2011  | Division II/III All American Eagles             | 28-14    | ONEFA               | Humberto Altamirano       | Chihuahua, Chihuahua                 | Estadio Olímpico (UACH)                       |
| XL      | 14 de diciembre de 2012 | Division II/III All American Eagles             | 49-26    | ONEFA               | Pedro Morales             | San Nicolás de los Garza, Nuevo León | Estadio Gaspar Mass                           |
| XLI     | 29 de noviembre de 2014 | Division II/III All American Eagles             | 24-21    | ONEFA               | Humberto Altamirano       | Chihuahua, Chihuahua                 | Estadio Olímpico (UACH)                       |
| XLII    | 7 de diciembre de 2015  | Division II/III All American Eagles             | 14-17    | ONEFA               | Raúl Rivera               | Ciudad de México                     | Estadio Olímpico Universitario                |
| XLIII   | 8 de diciembre de 2016  | Division II/III All American Eagles             | 19-27    | ONEFA               | Juan Antonio Zamora       | San Nicolás de los Garza, Nuevo León | Estadio Gaspar Mass                           |
| XLIV    | 9 de diciembre de 2017  | Division II/III All American Eagles             | 24-34    | ONEFA               | Sergio Olvera             | Texcoco, Estado de México            | Estadio José Palomo Ruiz Tapia                |
| XLV     | 8 de diciembre de 2018  | Division II/III All American Eagles             | 10-17    | ONEFA               | Otto Becerril             | Ciudad de México                     | Estadio Olímpico Universitario                |
| XLVI    | 29 de noviembre de 2019 | Selección CONADEIP                              | 14-15    | ONEFA               | Juan Antonio Zamora       | San Nicolás de los Garza, Nuevo León | Estadio Gaspar Mass                           |
| XLVII   | 10 de diciembre de 2022 | Team Texas All-Stars/Air Raid Tour              | 2-27     | ONEFA               | Enrique Zárate            | Texcoco, Estado de México            | Estadio José Palomo Ruiz Tapia                |
| XLVIII  | 1 de diciembre de 2023  | All-American Eagles                             | 0-56     | ONEFA               | Carlos Altamirano         | San Nicolás de los Garza, Nuevo León | Estadio Banorte                               |